# 함양 백운암 영은사지 부도군
함양 백운암 영은사지 부도군은 대한민국 경상남도 함양군 백전면에 있는 부도군이다. 2010년 9월 2일 경상남도의 문화재자료 제503호로 지정되었다.

## 문화재 지정 사유
영은사는 구전에 의해 19세기말 폐사된 것으로 전해지고 있는데, 시기적으로는 형태적으로는 1743년 제작된 월암당탑(月巖堂塔)이 가장 앞서며 이후 18세기 말까지 집중적으로 제작되었다고 판단된다. 현재 백운암에 남아 있는 7기의 부도를 통해 영은사의 규모와 고승대덕이 주석했음을 짐작할 수 있다. 또한 부도의 양식은 경남 서부지역에서 나타나는 지방색이 강한 자유스러운 부도의 형태를 보이고 있어 조선후기 함양의 불교사와 부도 연구에도 귀중한 자료로 평가된다.

## 현지 안내문
영은사지에 있던 것을 지금 백운암 앞마당에 옮겨 놓았다. 영은사지는 신라시대 영은조사가 창건하였다고 전해지는데 정읍 내장사의 창건 기록에 서기 636년에 창건하였다고 한다.
7기의 부도군은 석종형 부도탑으로 그 형태가 다양하고 가각 부도의 주인공을 밝혀주는 탑호를 새겨두고 있다. 첫번째 부도는 월암당탑(月巖堂塔)과 건륭8년계해입(乾隆八年癸亥立)이라는 명문이 있다. 이는 건륭 8년(1743년) 계해에 세웠다는 것이다. 두 번째 부도는 송월당운혜ㅇ탑(松月當雲惠大ㅇ塔)이 음각되어 있으며, 세 번째 부도에는 구계당탑(龜溪堂塔), 네 번째 부도에는ㅇ곡당탑(ㅇ谷堂塔)이 새겨져 있다. 다섯째, 여섯째, 일곱째 부도는 일명승탑(逸名僧塔)이 새겨져 있다.
영은사지 부도군은 7기가 형식에 구애받지 않고 자유스런 모양으로 조성되었으며 명문이 새겨져 있어 조선시대 후기의 지방사와 부도 연구에 귀중한 자료가 된다.

## 같이 보기
- 영은사지

## 참고 자료
- 함양 백운암 영은사지 부도군 - 국가유산청 국가유산포털